# Chevy Woods
Kevin Woods (Pittsburgh, Pennsylvania, SAD, 1982.), bolje poznat po svom umjetničkom imenu Chevy Woods (ranije poznat kao Kev Tha Hustla) je američki reper i tekstopisac. Chevy Woods je svoju glazbenu karijeru započeo 2005. godine, gostujući na nekoliko pjesama repera Wiza Khalife. Wiza je upoznao u studiju I.D. Labs u Pittsburghu.

## Diskografija

### Miksani albumi
- Tha Corner's Correspondent (2008.)
- Animal (2009.)
- Pilot Shit (2010.)
- Red Cup Music (2011.)
- The Cookout (2011.)
- Gang Land (2012.)

## Vanjske poveznice
- Službena stranica
- Chevy Woods na Twitteru
- Chevy Woods na MySpaceu